# Damion Downs
Damion Lamar Downs (* 6. Juli 2004 in Werneck) ist ein deutsch-US-amerikanischer Fußballspieler. Seit Juli 2025 steht er beim FC Southampton unter Vertrag.

## Karriere

### Verein
Downs wurde als Sohn einer Deutschen und eines US-Amerikaners im unterfränkischen Werneck geboren. Er besitzt neben der deutschen Staatsangehörigkeit auch die Staatsbürgerschaft der Vereinigten Staaten und lebte in seiner Kindheit einige Jahre in den USA. Er lebte mit seiner Familie im Bundesstaat Texas, sprach Englisch als erste Sprache und spielte American Football, während er den Fußballsport bis zu seiner Rückkehr nach Deutschland nicht betrieb.
Nach seinen Anfängen in den Jugendabteilungen des 1. FC Schweinfurt 05 und des FC Ingolstadt 04 wechselte er im Sommer 2020 in die Jugendabteilung des 1. FC Köln. Für seinen Verein bestritt er drei Spiele in der B-Junioren-Bundesliga, 17 Spiele in der A-Junioren-Bundesliga und ein Spiel in der Saison 2021/22 in der UEFA Youth League, bei denen ihm insgesamt 12 Tore gelangen. Er ist bei seinem Verein mit einem Vertrag bis Ende Juni 2026 ausgestattet und kam dort auch zu seinem ersten Einsatz im Profibereich in der Bundesliga, als er am 23. September 2023, dem 5. Spieltag, bei der 1:2-Auswärtsniederlage gegen Werder Bremen in der 83. Spielminute für Linton Maina eingewechselt wurde.
Am 25. Spieltag der Bundesligasaison 2023/24 erzielte Downs in der 79. Spielminute den 3:3-Ausgleich im Derby bei Borussia Mönchengladbach und schoss damit seinen ersten Bundesligatreffer.
Im Juli 2025 wechselte er zum FC Southampton.

### Nationalmannschaft
Downs wurde im April 2022 für die US-amerikanische U20-Nationalmannschaft nominiert, kam allerdings bis jetzt noch nicht zum Einsatz. Im Mai 2024 wurde er von Marko Mitrović in den vorläufigen Kader der U23-Nationalmannschaft berufen, die an den Olympischen Sommerspielen 2024 in Paris teilnahm. Downs schaffte es jedoch nicht in das endgültige 18-köpfige Aufgebot.
Anschließend wechselte Downs zum DFB und ist seit September 2024 in der deutschen U20-Nationalmannschaft aktiv. Er absolvierte fünf oder sechs Einsätze und schoss zwei Tore, ehe er dann wieder zum US-amerikanischen Fußballverband wechselte und am 11. Juni 2025 bei der 0:4-Niederlage im Testspiel in Nashville, Tennessee gegen die Schweiz sein Debüt für die A-Nationalmannschaft der Vereinigten Staaten gab, und im Sommer am CONCACAF Gold Cup 2025 teilnahm und die Silbermedaille gewann, nachdem er im Viertelfinale den entscheidenden Elfmeter im Elfmeterschießen zum Sieg verwandelt hatte.

## Titel
- Deutscher A-Junioren-Pokalsieger: 2023